# Kristóffy József

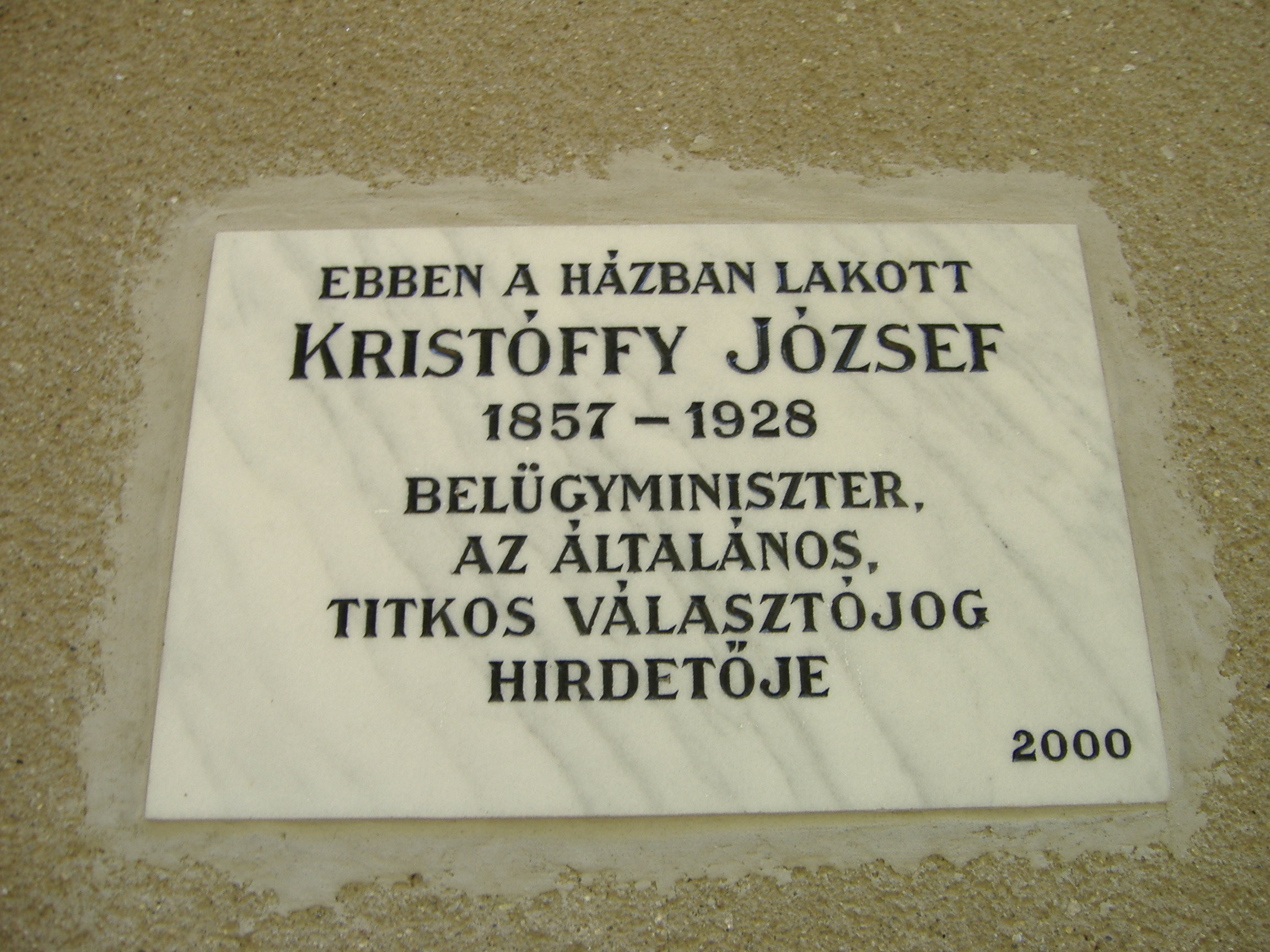
Kristóffy emléktáblája szülővárosában, Makón

Csejtei Kristóffy József Mihály András (Makó, 1857. szeptember 7. – Budapest, 1928. március 29.) szabadelvű párti politikus, a Fejérváry-kormány belügyminisztere.

## Családja
Az erdélyi örmény Kristóffi család leszármazottja.  Apja csejtei Kristóffy József, Csanád megye főjegyzője, anyja Felberbauer Aurélia. Tanulmányait Budapesten és Bécsben végezte, a jogtudományok felé orientálódva. 

## Életpályája
1880-tól 1883-ig Csanád vármegye aljegyzője volt. 1904 januárjában megválasztották Szatmár vármegye főispánjává, ezért a nagylaki kerület országgyűlési képviseletéről lemondani kényszerült. Megyei és állami tisztségviselőként dolgozott, a Szabadelvű Párt képviselőjeként Tisza István nevezte ki főispánnak. Később Fejérváry Géza kormányában ő töltötte be a belügyminiszteri tisztséget (1905. június 18. – 1906. április 8.). A kormány programjában szerepelt az általános titkos választójog terve. Összeütközésbe került a vármegyékkel adók megtagadása miatt, a koalíció  megalakulásakor pedig már túl nagy volt ellenzőinek száma, és habár a Szociáldemokrata Párttal próbált szövetségre lépni (Kristóffy-Garami paktum), de ez nem sikerült, és 1906-ban távoznia kellett a minisztérium éléről. Utána még kapcsolatban maradt Ferenc Ferdinánd "műhelyével", ahol demokratikusabb követeléseket próbált érvényesíteni kisebb pártokkal. 1911-ben egy időközi választáson újra országgyűlési képviselő lett, amiről 1913 decemberében lemondott és végleg visszavonult a politikai élettől.
Felesége Horváth Ernesztin, Horváth Mihály leánya volt. Fia Kristóffy József diplomata, a második világháború évei alatt volt moszkvai és koppenhágai követünk.

## Művei
- A választójogi harc (Budapest, 1910)
- Választójogi beszédek (Budapest, év nélkül);
- 1927-ben jelent meg életművét és álláspontjait tartalmazó terjedelmes műve, amely a Magyarország kálváriája ; Az összeomlás útja címet viselte.

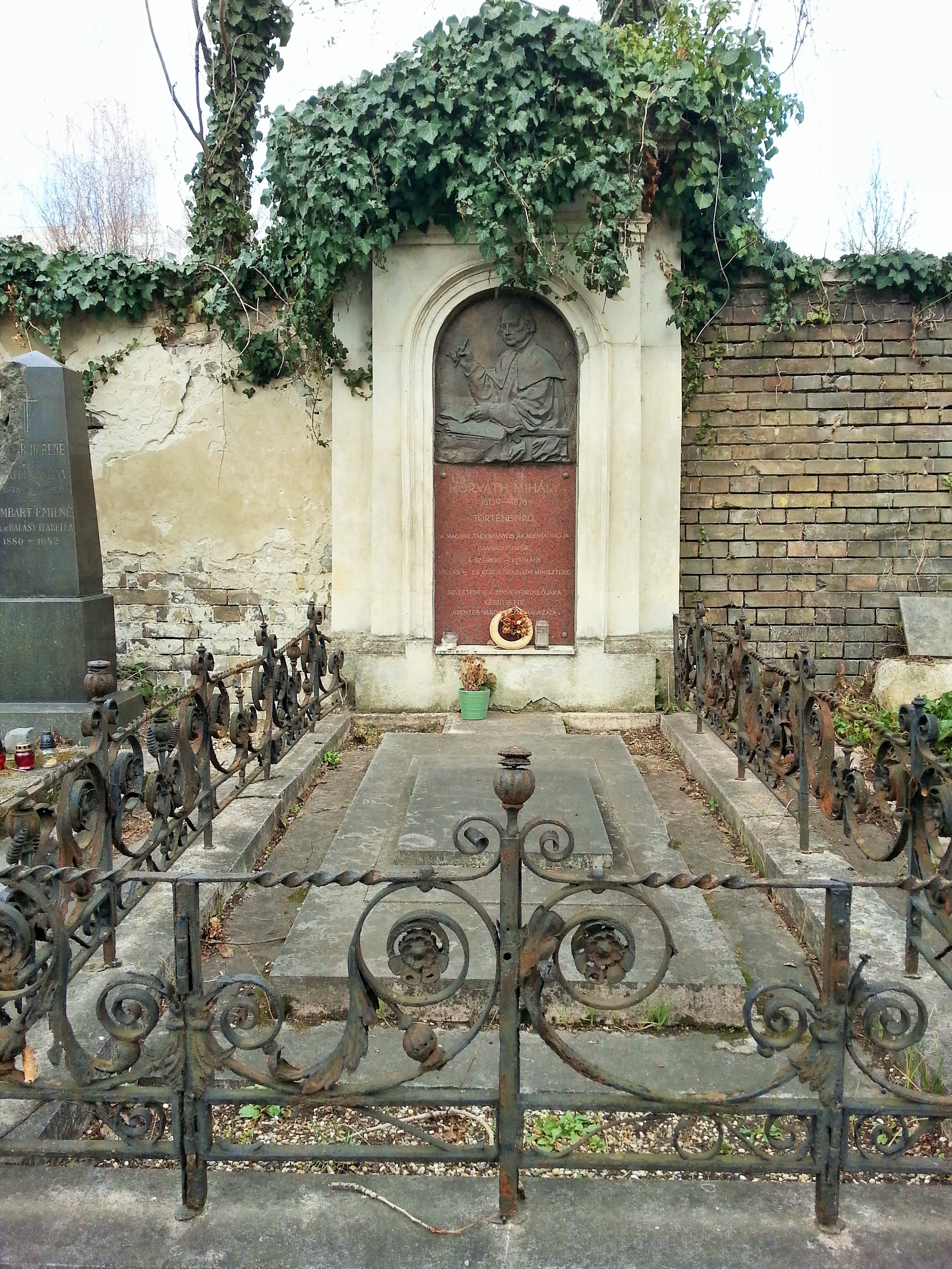
Sírja a Fiumei úti sírkertben (Bal oldali falsírboltok, B-286. Máté István és Lantos Györgyi műve.